# San Francisco Nighthawks
Die San Francisco Nighthawks sind ein US-amerikanisches Frauenfußball-Franchise aus San Francisco, Kalifornien. Das WPSL-Team trägt seine Heimspiele im Kezar Stadium aus. Neben dieser Mannschaft gibt es noch zwei Teams in der Golden Gate Women's Soccer League als auch eine Futsal-Mannschaft.

## Geschichte
Das Franchise wurde im Jahr 1995 als San Francisco Vikings gegründet und stieg zur Saison 1995 in die Debüt-Spielzeit der USL W-League ein. Hier schloss man die Liga mit 62 Punkten am Ende als zweiter ab, verpasste aber die Playoffs. Zur Saison 1996 nahm man dann den bis heute gültigen Namen Nighthawks an und platzierte sich mit nur 12 Punkten aber als Vorletzter in der Regular Season. Nachdem sich dies auch in der nächsten Saison weiter so abzeichnete, kehrte das Franchise zur Saison 1998 der Liga den Rücken und gründete mit ein paar anderen Franchises aus der Region die WPSL.
Hier platzierte man sich aber erst auch nur im unteren Mittelfeld oder sogar einmal ganz unten. In dieser Lage überdauerte das Team einige Jahre und erst ab der Saison 2008 mit noch mehr Teams konnte man sich einigermaßen in der Spielklasse wieder einmal mit einem dritten Platz in der Regular Season behaupten. Aber auch hier wartete man noch auf die erste Playoff-Teilnahme in der Liga, welche man mitgegründet hatte. Dies gelang dann schließlich auch im Anschluss an die Saison 2009, wo man mit 26 Punkten den Zweiten Platz in der Division einfuhr. In den Playoffs stieg man so in die Conference Semifinals ein, wo man aber mit 0:1 den Ajax America Women unterlag. Danach folgte in der Folgesaison aber direkt wieder eine Platzierung als Vorletzter. Bislang gelang noch keine weitere Playoff-Teilnahme.